# Euphorbia maddenii
Euphorbia maddenii es una especie de fanerógama perteneciente a la familia de las euforbiáceas.  Es originaria de Asia Central donde se distribuye por Pakistán y centro del Himalaya.

## Taxonomía
Euphorbia maddenii fue descrita por Pierre Edmond Boissier y publicado en Prodromus Systematis Naturalis Regni Vegetabilis 15(2): 141. 1862.
Etimología
Euphorbia: nombre genérico que deriva del médico griego del rey Juba II de Mauritania (52 a 50 a. C. - 23), Euphorbus, en su honor – o en alusión a su gran vientre –  ya que usaba médicamente Euphorbia resinifera. En 1753 Carlos Linneo asignó el nombre a todo el género.
maddenii: epíteto otorgado en honor del botánico irlandés Edward  Madden (1805 - 1856), quien recolectó plantas en la India
Sinonimia
- Tithymalus maddenii (Boiss.) Soják[5][1]